# Doleschallia amboinensis
Doleschallia amboinensis är en fjärilsart som beskrevs av Otto Staudinger 1886. Doleschallia amboinensis ingår i släktet Doleschallia och familjen praktfjärilar. Inga underarter finns listade i Catalogue of Life.